# Scolecomorphus kirkii
Scolecomorphus kirkii és una espècie d'amfibis gimnofions de la família Caeciliidae. Habita a Malaui, Tanzània i Moçambic. Com altres espècies de la família, per la pèrdua secundària de les potes s'assemblen a serps, tot i que no hi estan pas emparentades.
És l'espècie més gran del gènere Scolecomorphus. Els adults tenen una longitud de 215 a 463 mm. Tenen 130-152 anells primaris. Dorsalment, són de color gris lavanda; aquesta coloració s'estén a les parts laterals de l'abdomen. Les superfícies centrals són de color carn o crema. La part superior i els laterals del cap són foscos, però es veu una zona clara al llarg al tracte dels tentacle. Els ulls es troben als tentacles i poden projectar-los fora del crani. La retina negra és visible a través de la pell i els ossos del crani.
Són bons excavadors eficients. La dieta consisteix en artròpodes, també s'ha trobat terra també a les entranyes. És vivípara.
Els seus hàbitats naturals inclouen boscos secs tropicals o subtropicals, montans secs, plantacions, jardins rurals, àrees urbanes i zones prèviament boscoses ara molt degradades.
Va rebre l'epítet kirkii en honor del metge, explorador i naturalista escossès John Kirk (1832-1922).